# 앤더슨짧은가락도마뱀붙이
앤더슨짧은가락도마뱀붙이(Stenodactylus petrii)는 앤더슨 쇼트핑거 게코(Anderson's short-fingered gecko), 듄 게코(dune gecko), 이집트 샌드 게코(Egyptian sand gecko)라고 불리며, 작고 주로 밤에 활동적인 짧은가락도마뱀붙이속의 일종이다. 개구리눈도마뱀붙이속과는 관련 없다.
이 녀석들은 북아프리카와 이스라엘의 건조한 지역에서 발견된다. 주둥이부터 항문까지 정도에 달하는 아주 작은 도마뱀붙이류이다. 꼬리는 덩치에 비해 상당히 길어서 에 달한다. 꼬리가 끊어지만 다시 자라나지만 다소 짧고 뭉툭해진다. 다른 도마뱀붙이류와 달리 매끈한 표면을 기어오를 수 없고, 대신 모래를 파는 것을 선호한다. 낮에는 보통 땅굴이나 동굴 속에 숨어있지만, 낮에도 자주 돌아다닌다. 때때로 느릿느릿해보일 때도 있지만, 마음만 먹으면 굉장히 빠르게 움직일 수 있다. 카무플라주를 통해 모래 속에서 잘 눈에 띄지 않으며, 이는 특히 먹이를 사냥할 때 좋다. 주로 귀뚜라미와 밀웜을 먹는다. 애완용으로 기를 때는 자주 핸들링하면 크게 스트레스를 받아 건강에 큰 문제가 생길 수 있다. 성격은 상대적으로 사회적인 편이지만 짝짓기를 할 때 외에는 혼자 살아간다. 하지만 사육자의 사육환경에서는 개체들을 합사해도 큰 문제는 일어나지 않는다. 또 합사할 때 은신처를 하나만 넣어주게 되면 다툼이 일어날 수 있다.